# Blood Magick Necromance
Albums de Belphegor
Walpurgis Rites - Hexenwahn
(2009)
Blood Magick Necromance est le neuvième album studio du groupe de black metal autrichien Belphegor. L'album est sorti en janvier 2011 sous le label Nuclear Blast Records.

## Liste des morceaux
Les huit pistes de cet album sont :
| No | Titre                             | Durée |
| -- | --------------------------------- | ----- |
| 1. | In Blood - Devour This Sanctity   | 5:31  |
| 2. | Rise To Fall And Fall To Rise     | 6:01  |
| 3. | Blood Magick Necromance           | 7:00  |
| 4. | Discipline Through Punishment     | 4:05  |
| 5. | Angeli Mortis De Profundis        | 3:00  |
| 6. | Impaled Upon The Tongue Of Sathan | 5:42  |
| 7. | Possessed Burning Eyes            | 5:33  |
| 8. | Sado Messiah                      | 3:50  |